# USS LST-500
O USS LST-500 foi um navio de guerra norte-americano da classe LST que operou durante a Segunda Guerra Mundial.